# Scotophaeus aculeatus
Scotophaeus aculeatus är en spindelart som beskrevs av Simon 1914. Scotophaeus aculeatus ingår i släktet Scotophaeus och familjen plattbuksspindlar.
Artens utbredningsområde är Frankrike. Inga underarter finns listade i Catalogue of Life.